# Grzbiet Trzebnicki
Grzbiet Trzebnicki – jeden z pięciu mikroregionów należących do mezoregionu o indeksie 318.44 – Wzgórza Trzebnickie (według regionalizacji fizycznogeograficznej opracowanej przez Jerzego Kondrackiego), należących do makroregionu o indeksie 318.4 – Wał Trzebnicki. Wymienione jednostki należą do prowincji o indeksie 31 – Niż Środkowoeuropejski, a w jego obrębie do podprowincji o indeksie 318 – Niziny Środkowopolskie. Ma on przypisany w tej regionalizacji indeks 318.444. Mikroregion ten obejmuje równoleżnikową, najbardziej zwartą część Wzgórz Trzebnickich. Po stronie zachodniej grzbiet kończy się w okolicach miasta Oborniki Śląskie, położonego na południowo-zachodnim skłonie tych wzgórz, a po stronie wschodniej, za miastem Trzebnica, pasmo sięga obniżenia, klasyfikowanego jako osobny mikroregion o indeksie 318.445 – Brama Malerzowska, oddzielającego Grzbiet Trzebnicki od mezoregionu Wzgórz Twardogórskich (indeks 318.45). Najwyższe wzniesienia w jego obrębie to Ciemna Góra (której wierzchołek położony jest na wysokości bezwzględnej wynoszącej 258,3 m n.p.m.) i Farna Góra (257,0 m n.p.m.). W ramach tego grzbietu przebiegają różne pasma wzniesień i położone są odrębne masywy wzgórz. Można wymienić między innymi: Kozie Czuby, Pasmo Ciemnej Góry, Pasmo Farnej Góry (Pasmo Północne), Kowalskie Góry, Lesiste Wzgórza, Pasmo Południowe (Południowy Grzbiet), Kuraszowską Górę, Wiszniak, Górę Holtei’a, Ruską Górkę, Zaczarowane Wzgórza, Świątnicki Grzbiet.
Nazwa własna – Grzbiet Trzebnicki – jest nazwą niestandaryzowaną, gdyż została ustalona i ujęta w państwowym rejestrze nazw geograficznych na podstawie Geografii regionalnej Polski autorstwa Jerzego Kondrackiego wydanej przez Wydawnictwo Naukowe PWN w 1998 r. jako element wyodrębniony w systemie zewnętrznym – podziale fizycznogeograficznym. Odnosi się do ukształtowania terenu określonego jako region naturalny oraz mikroregion. W rejestrze tym przypisano jej identyfikator: PRNG – 141023, identyfikator IIP – PL.PZGiK.320.NGRP.141023. Podaje on następujące współrzędne geograficzne punktu głównego grzbietu: szerokość geograficzna – 51°18'16" N, długość geograficzna – 17°01'37" E.